# Mirza Teletović
Mirza Teletović (Mostar, 17 de setembro de 1986) é um jogador bósnio de basquete profissional que atualmente joga pelo Milwaukee Bucks, disputando a National Basketball Association (NBA).